# Ділан Спроус
Ділан Спроус (повне ім'я Ділан Томас Спроус, нар. 4 серпня 1992, Ареццо, Італія) — американський актор, брат-близнюк актора Коула Спроуса.
Ділан Спроус народився в Ареццо, Італія, в американських батьків Метью Спроуса та Мелані Райт, коли вони викладали англійську в школі в Тоскані. 
Ділан народився на 15 хвилин раніше брата. Він був названий на честь валлійського поета і письменника Ділана Томаса (1914-1953). Письменник англійською (а не валлійською) Ділан Томас зробив величезний вплив на всю англомовну культуру другої половини XX століття, і значно посприяв популярності передусім дуже рідкісного валлійського імені Ділан, яке сьогодні також носять актори Ділан О'Брайен, Ділан Спрейберрі і Ділан Міннетт.
Через чотири місяці після їх народження сім'я повернулася до батьків до свого рідного Лонг Біч, штат Каліфорнія.

## Кар'єра
Ділан розпочав свою кар'єру в 1993 році на телебаченні разом зі своїм братом-близнюком Коулом Спроусом, поділивши роль Патріка Келлі в серіалі 'Grace Under Fire', в якому вони знімалися до 1998 року.
Він знімався в рекламі, телевізійних серіалах, фільмах (в епізодичних ролях). Брати завжди або з'являлися у фільмах разом, або навіть грали одну роль на двох. Однак в 2011 році в 19 років вони оголосили про перерву в кар'єрі і пішли  в Нью-Йоркський університет, де Ділан Спроус вибрав спеціальність розробку і дизайн відеоігор.
Після закінчення університету обидва брати повернулися до роботи в кіно, проте тепер стали зніматися в різних проектах. Ділан, окрім того, планує відкрити власний бар і пивоварне виробництво в Нью-Йорку.
Першим фільмом, в якому Ділан після перерви в кар'єрі зіграв головну роль, була психологічна драма «Dismissed» (в перекладі «Урок Закінчено», 2017) присвячена конфлікту вчителя з амбітним і небезпечним учнем. Фільм в США відразу вийшов на DVD, і не демонструвався в кінотеатрах. На 2018 рік намічена прем'єра нового фільму за участю Ділана — короткометражної драми «Карт Бланш».
У період спільної роботи з братом Ділан Спроус був тричі нагороджений (і багато разів номінований) премією «Kids' Choice Awards», як кращий телевізійний актор.
Ділан Спроус протягом багатьох років є персонажем статей в американській популярній пресі. Фактично будь-яка його дія, спільне фото з братом в мережі Instagram, участь в телешоу і навіть фотографія в новій футболці стає предметом окремої статті. Тим не менш, незважаючи на статус популярної знаменитості, сам Ділан Спроус каже в інтерв'ю (взимку 2017 року), що на новому етапі кар'єри намагається брати участь у створенні незалежного і виразного кіно.

## Особисте життя
В 15 років приєднався до германо-скандинавського неоязичницького руху Heathenry.
З 2014 по 2017 рік зустрічався з моделлю Дайною Фразер.
З весни 2018 року зустрічається з угорською топ-моделлю Барбарою Палвін. У червні 2023 року вони повідомили про заручини.

## Фільмографія
| Рік       | Назва                                  | Оригінальна назва                                  | Роль                      | Примітки                                                  |
| --------- | -------------------------------------- | -------------------------------------------------- | ------------------------- | --------------------------------------------------------- |
| 1993-1998 | Грейс у вогні                          | Grace Under Fire                                   | Патрік Келлі              | 72 епізоди                                                |
| 1998      | Божевільне телебачення                 | Mad TV                                             | хлопчик                   | 3.22, 4.1                                                 |
| 1999      | Великий тато                           | Big Daddy                                          | Джуліан Макгрет           |                                                           |
| 1999      | Дружина астронавта                     | The Astronaut's Wife                               | близнюк                   |                                                           |
| 2001      | Анатомія пороку                        | Diary of a Sex Addict                              | Семмі-молодший            |                                                           |
| 2001      | Я бачив, як мама цілувала Санта Клауса | I Saw Mommy Kissing Santa Claus                    | Джастін Карвер            |                                                           |
| 2001      | Кімната кошмарів                       | The Nightmare Room                                 | Бадді                     | Епізод: «Scareful What You Wish For»                      |
| 2001      | Шоу 70-х                               | That '70s Show' '                                  | Боббі                     | Епізод: «Eric's Depression»                               |
| 2002      | Майстер перевтілення                   | The Master of Disguise                             | Маленький фісташ Дісгайзі |                                                           |
| 2002      | Вісім божевільних ночей                | Eight Crazy Nights                                 | Іграшка військового       | озвучка                                                   |
| 2003      | Яблучний Джек                          | Apple Jack                                         | Джек Пайн                 | Короткометражний фільм                                    |
| 2003      | Удар, ще удар                          | Just for Kicks                                     | Ділан Мартін              |                                                           |
| 2004      | Курчата                                | The Heart Is Deceitful Above All Things            | 10-річний Єремія          |                                                           |
| 2005      | Особливо небезпечні                    | Piggy Bankss                                       | Маленький Джон            |                                                           |
| 2005-2008 | Все тіп-топ, або Життя Зака і Коді     | The Suite Life of Zack & Cody                      | Зак Мартін                | 87 епізодів                                               |
| 2006      | Нова школа імператора                  | The Emperor's New School                           | Зам                       | Озвучка; епізод: «Oops, All Doodles / Chipmunky Business» |
| 2006      | Така Рейвен                            | That's So Raven                                    | Зак Мартін                | Епізод: «Checkin 'Out»                                    |
| 2006      | Найдивовижніше Різдво Рижика           | Holidaze: The Christmas That Almost Did not Happen | хлопчик                   |                                                           |
| 2007      | Принц і жебрак: Сучасна історія        | A Modern Twain Story: The Prince and the Pauper    | Том Кенті                 |                                                           |
| 2008      | Снігова п'ятірка                       | Snow Buddies                                       | Шаста (озвучка)           |                                                           |
| 2008-2011 | Все тіп-топ, або Життя на борту        | The Suite Life on Deck                             | Зак Мартін                | 71 епізод                                                 |
| 2009      | Королі Епплтауна                       | The Kings of Appletown                             | Уїлл                      |                                                           |
| 2009      | Чаклуни з Вейверлі                     | Wizards of Waverly Place                           | Зак Мартін                | Епізод: «Cast-Away (To Another Show)»                     |
| 2009      | Ханна Монтана                          | Hannah Montana                                     | Зак Мартін                | Епізод: «Super (stitious) Girl»                           |
| 2010      | Кунг-фу Магу                           | Kung Fu Magoo                                      | Джастін Магу              | озвучка                                                   |
| 2017      | Урок закінчено                         | Dismissed                                          | Лукас Уорд                |                                                           |
| 2018      | Карт-бланш                             | Carte Blanche                                      | Гідеон Блек               |                                                           |
| 2020      | Після сварки                           | After We Collided                                  | Тревор Меттьюс            |                                                           |
| 2021      | Прокляття Турандот                     | The Curse of Turandot                              | Калаф / Блакитні очі      |                                                           |
| 2021      | Тигр Тигр                              | Tyger Tyger                                        | Люк Харт                  |                                                           |
| 2022      | Мій фальшивий хлопець                  | My Fake Boyfriend                                  | Джейк                     |                                                           |
| 2023      | Моє прекрасне нещастя                  | Beautiful Disaster                                 | Тревіс Меддокс            |                                                           |
| 2024      | Моє прекрасне весілля                  | Beautiful Wedding                                  | Тревіс Меддокс            |                                                           |

## Нагороди та номінації
| Нагороди та номінації               | Нагороди та номінації | Нагороди та номінації                                                     | Нагороди та номінації              | Нагороди та номінації | Нагороди та номінації |
| Нагорода                            | Рік                   | Категорія                                                                 | Номінант                           | Результат             | Прим.                 |
| ----------------------------------- | --------------------- | ------------------------------------------------------------------------- | ---------------------------------- | --------------------- | --------------------- |
| YoungStar Awards                    | 1999                  | Кращий молодий актор в комедійному фільмі                                 | Великий тато                       | Номінація             | [ 11 ]                |
| MTV Movie & TV Awards               | 2000                  | Кращий екранний дует                                                      | Великий тато                       | Номінація             | [ 12 ]                |
| Blockbuster Entertainment Awards    | 2000                  | Кращий актор другого плану — комедія                                      | Великий тато                       | Номінація             | [ 13 ]                |
| Молодий актор                       | 2000                  | Краща прорив у повнометражному фільмі — актор у віці десяти років і менше | Великий тато                       | Номінація             | [ 14 ]                |
| Молодий актор                       | 2006                  | Кращий молодий актор телесеріалу — комедія чи драма                       | Всі тип-топ, або Життя Зака і Коді | Номінація             | [ 15 ]                |
| Kids' Choice Awards                 | 2007                  | Кращий телевізійний актор                                                 | Всі тип-топ, або Життя Зака і Коді | Номінація             | [ 16 ]                |
| Молодий актор                       | 2007                  | Кращий телевізійний прорив комедія чи драма                               | Всі тип-топ, або Життя Зака і Коді | Номінація             | [ 17 ]                |
| Kids' Choice Awards                 | 2008                  | Кращий телевізійний актор                                                 | Всі тип-топ, або Життя Зака і Коді | Номінація             | [ 18 ]                |
| Popstar magazine's Poptastic Awards | 2008                  | Кращий телевізійний актор                                                 | Всі тип-топ, або Життя Зака і Коді | Номінація             |                       |
| Kids' Choice Awards                 | 2009                  | Кращий телевізійний актор                                                 | Всі тип-топ, або Життя Зака і Коді | Перемога              | [ 19 ]                |
| Popstar magazine's Poptastic Awards | 2009                  | Кращий телевізійний актор                                                 | Всі тип-топ, або Життя Зака і Коді | Номінація             |                       |
| Kids' Choice Awards                 | 2010                  | Кращий телевізійний актор                                                 | Всі тип-топ, або Життя Зака і Коді | Перемога              | [ 20 ]                |
| Kids' Choice Awards                 | 2011                  | Кращий телевізійний актор                                                 | Всі тип-топ, або Життя Зака і Коді | Перемога              | [ 21 ]                |